# Lidar Höyük

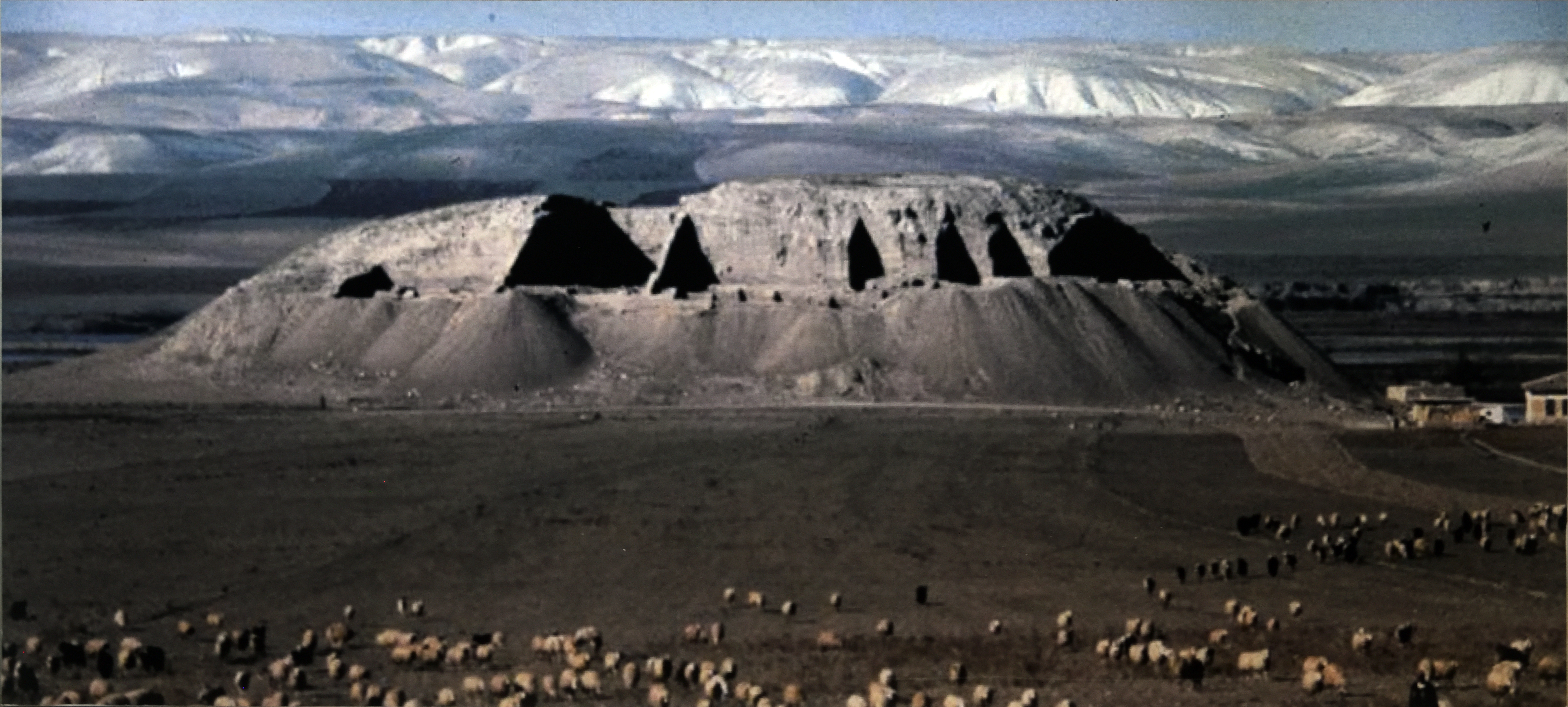
Das Gräberfeld des Lidar-Hügels (Lidar Höyük) wurde auf die frühe Bronzezeit datiert und brachte 200 Steinsarkophage zum Vorschein.

Lidar Höyük ist ein archäologischer Fundort im Nordwesten der türkischen Provinz Şanlıurfa, unweit der heutigen Stadt Bozova am Atatürk-Staudamm. Der Name des Tells geht vermutlich auf die Bezeichnung einer byzantinischen Festung zurück.
Der Ort wurde 1979 im Rahmen des Aşağı Fırat Havzası Yüzey Araştırması Projesi entdeckt. Noch im selben Jahr begannen Ausgrabungen des DAI Istanbul in Kooperation mit der Universität Heidelberg unter Leitung von Harald Hauptmann und endeten 1987, als die Hügel im Stausee versanken. Die Forschungen ergaben, dass der Ort von der Frühbronzezeit bis ins Mittelalter hinein besiedelt war. Die ältesten Siedlungsspuren konnten sogar noch der Kupfersteinzeit zugeordnet werden.